# فلويد موريس
فلويد موريس (بالإنجليزية: Floyd Morris)‏ هو سياسي جامايكي، ولد في 23 يوليو 1969. حزبياً، نشط في حزب الشعب الوطني ‏.